# 70 км (зупинний пункт, Південна залізниця)
70 кіломе́тр — пасажирський залізничний зупинний пункт Сумської дирекції Південної залізниці на лінії Баси — Боромля.
Розташований поблизу села Нижня Сироватка Сумського району Сумської області між станціями Баси (6 км) та Сироватка (3 км).
На платформі зупиняються приміські поїзди.